# Островська-Люта Олеся Богданівна
Оле́ся Богда́нівна Остро́вська-Лю́та (нар. 5 серпня 1978, Львів) — арт-менеджерка та кураторка сучасного мистецтва. Директорка державного підприємства Національний культурно-мистецький та музейний комплекс «Мистецький арсенал» Державного управління справами. Перша заступниця Міністра культури України (2014). Лауреатка Премії Women In Arts (2019).

## Життєпис
Олеся Островська-Люта народилася 5 серпня 1978 року у Львові. У 1994 році вступила до Національного університету «Києво-Могилянська академія», де у 2000 закінчила магістратуру за спеціальністю «Культурологія». Почала працювати перекладачем з польської мови на воркшопах з цифрового мистецтва. З 1998 до 1999 року працювала офіс-менеджером Міжнародного фонду «Відродження». З 2003 року була помічником директора благодійного фонду «Центр сучасного мистецтва» Сороса.
У 2007 році працювала менеджером піар-агенції Pillar PR. З 2008 по 2014 рік була керівником проєктів та програм благодійного фонду Ріната Ахметова «Розвиток України». Працюючи у фонді, заснувала програму грантів «і³» для українських митців та проєкт модернізації музеїв «Динамічний музей». З 2010 по 2014 також очолювала правління фундації «Центр сучасного мистецтва». У 2010 та 2012 була членом журі премії Казиміра Малевича, у 2011 очолювала журі Української панорами кінофестивалю «Молодість».
Після Євромайдану, в лютому 2014 року, Асамблея діячів культури України, що самоорганізувалася у стінах Міністерства культури України, пропонувала призначити Островську-Люту міністром культури. Коли ж міністром було призначено Євгена Нищука, він запросив Островську-Люту на посаду першого заступника міністра. Зі зміною уряду в грудні 2014 вона подала у відставку.
З кінця 2014 року Островська-Люта очолювала відділ аналітики експертної компанії pro.mova. У липні 2016 року Островська-Люта перемогла у конкурсі на посаду директора комплексу «Мистецький арсенал». Як свою програму вона запропонувала перетворити «Мистецький арсенал» на креативний кластер, що складатиметься із мистецьких лабораторій — літературної, театральної, музичної та освітньої.
З липня 2016 року призначена Директором державного підприємства Національний культурно-мистецький та музейний комплекс «Мистецький арсенал» Державного управління справами.
Секретар Ради з питань розвитку Національного культурно-мистецького та музейного комплексу «Мистецький арсенал».
Співробітниця інтернет-видання з питань сучасної української культури Korydor.

## Громадська позиція
У червні 2018 записала відеозвернення на підтримку ув'язненого у Росії українського режисера Олега Сенцова.